# Magnesiumdiphosphat
Magnesiumdiphosphat (alternativ: Magnesiumpyrophosphat) ist das Salz von Magnesium mit der Diphosphorsäure.

## Darstellung
Magnesiumpyrophosphat kann durch thermische Zersetzung von Magnesiumhydrogenphosphat oder Magnesiumammoniumphosphat dargestellt werden.
{\displaystyle {\ce {2MgHPO4 ->[\Delta] Mg2P2O7 + H2O}}}
{\displaystyle {\ce {2MgNH4PO4 ->[\Delta] Mg2P2O7 + 2 NH3 ^ + H2O}}}
Alternativ geht auch die Fällung aus wässriger Lösung, hierbei wird das Hexahydrat erhalten.
{\displaystyle {\ce {2Mg^{2}+ + P2O7^{4}- + 6H2O -> Mg2P2O7.6H2O v}}}

## Verwendung
In der Analytik wurde Magnesiumdiphosphat zur quantitativen Bestimmung von Magnesiumionen in Lösung verwendet. Alternativ kann die Verbindung auch zur gravimetrischen Bestimmung der Konzentration von Phosphorsäurelösungen genutzt werden.
Magnesiumdiphosphat ist ein Inhibitor von Pflanzenviren und fand entsprechende industrielle Nutzung.
In der Forschung wurde die Nutzung von mit Cer oder Thorium dotiertem Magnesiumpyrophosphat als Leuchtstoff im UV-Bereich untersucht.

## Eigenschaften
Die Verbindung liegt bei Raumtemperatur in der α-Modifikation vor. Diese kristallisiert in der monoklinen Raumgruppe P21/c (Raumgruppen-Nr. 14) mit den Gitterkonstanten a = 13,198 Å, b = 8,259 Å, c = 13,198 Å und β = 104,9°. In einer Elementarzelle sind zwei Formeleinheiten. Ab 68 °C findet ein Übergang in die β-Modifikation statt, welche isostrukturell zu β-Zinkpyrophosphat und Thortveitit ist. Die Raumgruppe C2/m (Raumgruppen-Nr. 12) besitzt die Dimensionen a = 6,494 Å, b = 8,28 Å, c = 4,522 Å und β = 103,8° mit Z = 2. Das Dihydrat liegt in der P21/n mit den Gitterkonstanten a = 7,367 Å, b = 13,906 Å, c = 6,277 Å und β = 94,37° mit vier Einheiten pro Elementarzelle vor. Das Hexahydrat kristallisiert in der Raumgruppe P21/n (Raumgruppen-Nr. 14, Stellung 2) mit den Parametern a = 7,189 Å, b = 18,309 Å, c = 7,665 Å und β = 92,360°. In einer Elementarzelle sind vier Formeleinheiten.
Die absolute Entropie S0 beträgt 37,02±0,15 cal·mol−1·K−1, die Schmelzenthalpie ΔHfus beträgt 32,1±0,4 kcal·mol−1. Die Enthalpie des Phasenübergangs beträgt 729 cal·mol−1